# Leopardí žena
Leopardí žena (v anglickém originále Bringing Up Baby) je americká screwballová komedie z roku 1938, režírovaná Howardem Hawksem. Hlavní role ve filmu ztvárnili Katharine Hepburnová a Cary Grant.

## Příběh

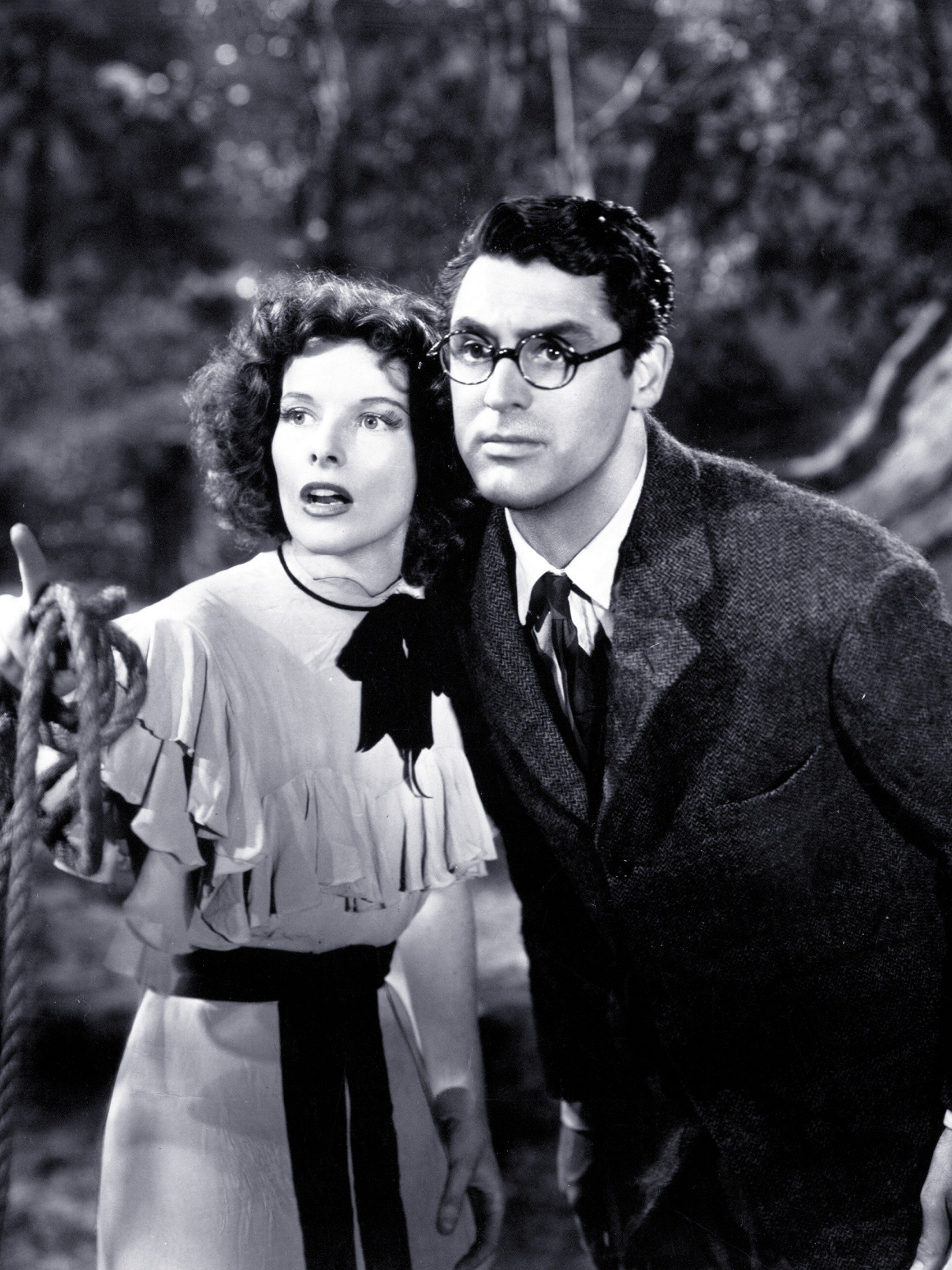
Katharine Hepburnová a Cary Grant

David Huxley (Cary Grant) je paleontolog, který již čtyři roky sestavuje kostru brontosaura, ale stále mu chybí jedna poslední kost, kvůli které už bylo podniknuto několik prozatím bezvýsledných expedic. David je navíc zasnoubený s Alice Swallowovou (Virginia Walkerová) a brzy se budou brát. Den před jejich svatbou mu také přijde telegram, že ona dlouho hledaná kost byla konečně nalezena a na druhý den přijde poštou. Do toho všeho se také připlete důležitá schůzka s Alexandrem Peabodym (George Irving), právníkem bohaté a výstřední dámy Elizabeht Carlton Randomové (May Robsonová), která je ochotna poskytnout muzeu jeden milion dolarů. Při schůzce s Peabodym na golfovém hřišti se Davidovi zakutálí míček a mezitím, co ho hledá, narazí na svobodomyslnou a nespoutanou Susan Vanceovou, která s jeho míčkem začne hrát a tvrdí, že je její. To samé také tvrdí i o jeho autě a brzy Davida zaplete do několika dalších frustrujících incidentů. Tentýž večer se má David s Peabodym setkat znovu, avšak v hotelu opět na narazí i na Susan, která Davidovi jeho omluvu vůbec neulehčí, ba naopak se před Peabodym i ostatními přítomnými ještě více ztrapní.

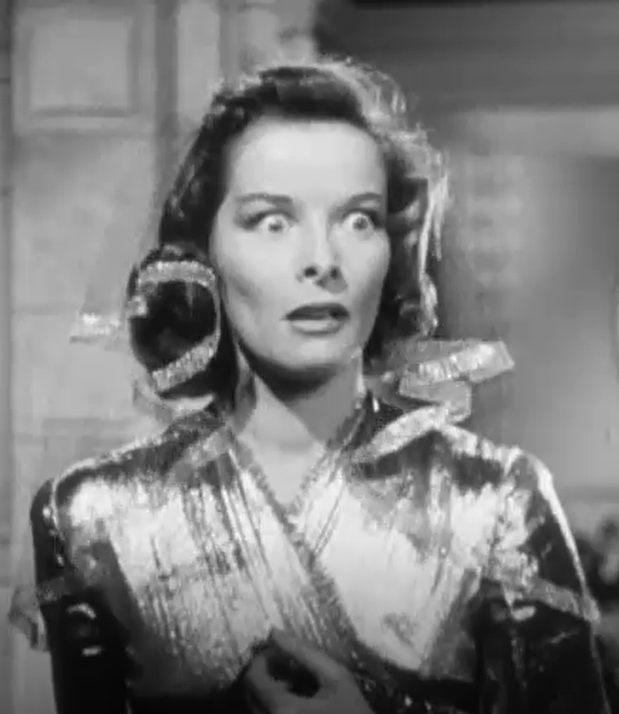
Katharine Hepburnová poté, co zjistí, že má utrženou zadní část šatů

Druhý den dostane Susan od svého bratra Marka ochočeného leoparda jménem Baby (Nissa), který také zbožňuje píseň „I Can't Give You Anything But Love“. Susan proto zavolá opět Davidovi, o kterém si myslí, že je zoolog, aby si pro leoparda přišel. David však po předchozích zkušenostech nemá nejmenší zájem se se Susan setkat, ale ta však po telefonu nahraje scénu, že ji onen leopard napadl, a David se proto rozhodne za ní okamžitě doběhnout. Ten však hned zjistí, že Susan nic není, seznámí se s leopardem, ale Susaniny problémy ho nijak nezajímají, takže se rychle sebere a jde zpátky. Nakonec však neodbytné Susan pomůže leoparda dopravit na farmu její tety Elizabeth a s sebou si také všude bere svou drahocenou brontosauří kost, která mu to ráno přišla.
Susan se do něj mezitím zamiluje a na farmě se ho proto pokusí zdržet, co nejdéle. Jeho zašpiněný oblek nechá poslat až do čistírny ve městě, a on se tak Susanině tetě musí představit jen v negližé. Susan ho navíc uvede jako psychicky postiženého Mr. Bonea, aby se neprozradilo jeho skutečné jméno, jelikož si uvědomí, že právě teta Elizabeht je onen potenciální dárce.

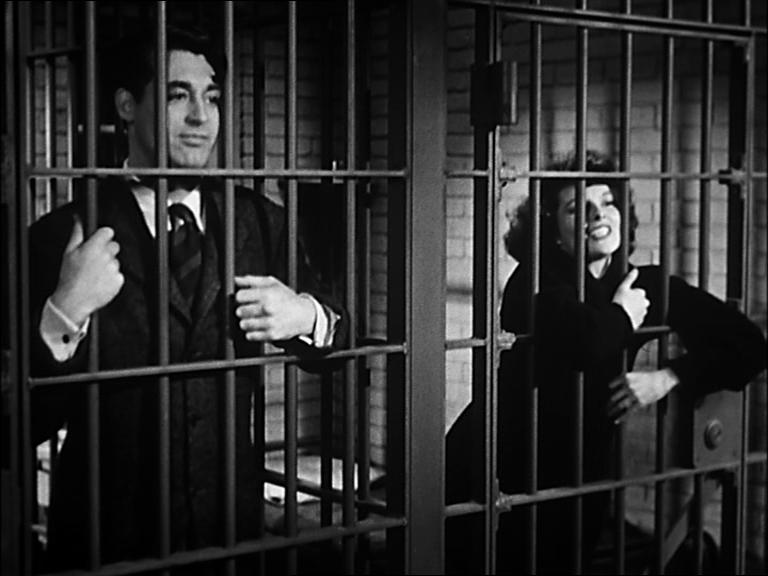
Cary Grant a Katharine Hepburnová na policejní statnici

Mezitím její pes George (Skippy) odnese Davidovu kost a zahrabe ji někde na zahradě. Do toho i místní zahradník Aloysius Gogarty (Barry Fitzherald) omylem vypustí zavřeného leoparda ze stodoly. Nešťastnému a zoufalému Davidovi je už všechno jedno, i svatba, i jeho ztracená kost, ale Susan ho přesvědčí, aby zavolal do zoo, aby si leoparda odchytli. Hned na to však zjistí, že leopard patří její tetě, která si jej pořídila jako domácího mazlíčka a spolu s Davidem se ho vydají hledat, aby ho našli dříve než zoo.
Po nějaké době se nad ránem ocitnou u domu Dr. Fritze Lehmana (se kterým se oba seznámili už tenkrát v hotelu), který na ně však nechá zavolat policii a brzy na to se oba ocitají za mřížemi na místní služebně. Zde se je pokusí vyslýchat naprosto zmatený konstábl Slocum, což vede k nezpočtu dalších nedorozumění a brzy poté se za mřížemi ocitá i Susanina teta, včetně svého přítele majora Horace Applegatea. Popletený Slocum jim však i přesto, že se všichni shodují na stejné pravdě, nevěří, a proto si Susan vymyslí příběh, že jsou členové obávaného „Leopardího gangu“, přičemž se jí podaří utéct oknem.
Brzy na to na stanici dorazí i právník Peabody a Davidova snoubenka Alice a Slocum jim nakonec uvěří a všechny zatčené propustí. V tom se však Susan vrátí a na provaze s sebou vleče leoparda, nikoliv však Babyho, nýbrž nebezpečného leoparda, kterého s Davidem nedávno vypustili z kamionu v domění, že je to jejich Baby chycený zaměstnanci zoo. Jelikož se Baby i s Georgem už nachází na stanici také, všichni se cizího leoparda zděsí a utíkají zpět za mříže. Nakonec je zachrání David, který cizího leoparda pomocí židle zažene do jedné z prázdných cel. David hned na to omdlí Susan v náručí.
Alice Davida nakonec opustí a o něco později ho Susan navštíví přímo v muzeu. Ten se s ní ale setkach nechce a shovává se před ní na zvadací plošině. Susan mu však nese chybějící kost a oznamuje mu, že milion dolarů nakonec muzeum dostane. Susan za ním nahoru také vyšplhá po žebříku a přes kostru mu vyjádří svou lásku k němu. Žebřík však nevědomky rozhoupává a před pádem z několika metrů se zachrání vylezením na brontosauří kostru, která se však krátce poté celá zhroutí a Susan zůstane pouze viset Davidovi za ruku. Zoufalý David ji vytáhne na plošinu a rezignuje na budoucnost. Celý tento chaos završí objetím a následným polibkem.

## Obsazení
| Katharine Hepburnová | Susan Vanceová                              |
| Cary Grant           | Dr. David Huxley (také jako Mr. Bone)       |
| May Robsonová        | Elizabeth Carlton Randomová (Susanina teta) |
| Charles Ruggles      | major Horace Applegate                      |
| Walter Catlett       | Konstábl Slocum                             |
| Barry Fitzgerald     | Aloysius Gogarty (zahradník paní Randomové) |
| Fritz Feld           | Dr. Fritz Lehman (zámožný psychiatr)        |
| Virginia Walkerová   | Alice Swallowová (Davidova snoubenka)       |
| George Irving        | Alexander Peabody (právník paní Randomové)  |
| Leona Robertsová     | Hannah Gogarty (služka paní Randomové)      |
| Skippy (pes)         | George (pes paní Randomové)                 |
| Nissa                | „Baby“ i jako druhý cirkusový leopard       |